# Ante Tomić (basquete)
Ante Tomić (Dubrovnik, 17 de fevereiro de 1987) é um basquetebolista profissional croata que atualmente joga no FC Barcelona na Liga Endesa e a Euroliga. Defende a Seleção Croata em competições internacionais.